# Lotti (Vorname)
Lotti ist ein weiblicher Vorname, eine Koseform von Charlotte oder Liselotte oder Lieselotte.
Daneben ist Lotti ein Familienname, siehe Lotti.

## Häufigkeit
Der Name Lotti wurde in Deutschland zwischen 2010 und 2020 ungefähr 300 Mal als erster Vorname vergeben.

## Namensträger
- Lotti Andréason (1903–1992), deutsch-schwedische Violinistin
- Lotti Huber (1912–1998), deutsche Schauspielerin, Sängerin, Tänzerin und avantgardistische Künstlerin
- Lotti van der Gaag (1923–1999), niederländische Bildhauerin und Malerin
- Lotti Krekel (1941–2023), deutsche Schauspielerin und Sängerin
- Lotti Latrous (* 1953), schweizerische Entwicklungshelferin
- Lotti Mehnert (1936–2016), deutsche Filmeditorin
- Lotti Ohnesorge (* 1945), Programmredakteurin, ehemalige TV-Ansagerin und Moderatorin des Bayerischen Rundfunks
- Lotti Ruckstuhl-Thalmessinger (1901–1988), schweizerische Juristin und Frauenrechtlerin.
- Lotti Stokar (* 1955), schweizerische Politikerin (Grüne)